# Walki o Kościerzynę
Walki o Kościerzynę – starcie zbrojne mające miejsce 8 marca 1945 między oddziałami Armii Czerwonej a wojskami niemieckimi, skutkujące zdobyciem Kościerzyny i zakończeniem władzy reżimu III Rzeszy na terenie miasta.

## Przebieg działań bojowych
Do Kościerzyny wojska 49 Armii 2 Frontu Białoruskiego Armii Czerwonej dotarły 8 marca 1945. Miało to miejsce w czasie prowadzonej operacji pomorskiej po przełamaniu niemieckiej obrony zorganizowanej przez oddziały 2 Armii z Grupy Armii Wisła.
Jako pierwsi do miasta wdarli się żołnierze z 70 Korpusu Strzeleckiego dowodzonego przez gen. mjra Stiepana Kinosjana. Po walkach ulicznych niemiecki garnizon został rozbity.
W czasie walk w mieście i okolicy poległo 467 żołnierzy radzieckich. Po zakończeniu wojny ich prochy ekshumowano i złożono na cmentarzu komunalnym przy ul. Waryńskiego. 

## Upamiętnienie
W okresie Polski Ludowej na rynku w Kościerzynie wzniesiono Pomnik Wdzięczności poświęcony czerwonoarmistom poległym w czasie walk o odbicie miasta z rąk reżimu III Rzeszy.